# Progreso de Juárez
Progreso de Juárez är en ort i Mexiko.   Den ligger i kommunen Acatzingo och delstaten Puebla, i den sydöstra delen av landet, 150 km öster om huvudstaden Mexico City. Progreso de Juárez ligger 2 103 meter över havet och antalet invånare är 2 004.
Terrängen runt Progreso de Juárez är huvudsakligen platt, men västerut är den kuperad. Runt Progreso de Juárez är det tätbefolkat, med 319 invånare per kvadratkilometer. Närmaste större samhälle är Acatzingo de Hidalgo, 3,7 km nordväst om Progreso de Juárez. Trakten runt Progreso de Juárez består till största delen av jordbruksmark.